# ماتیو بوساتو
ماتیو بوساتو (ایتالیایی: Matteo Busato؛ زادهٔ ۲۰ دسامبر ۱۹۸۷) دوچرخه‌سوار اهل ایتالیا است.

## باشگاهی
از باشگاه‌هایی که در آن رکاب زده‌است می‌توان به ویلیر تریستینا–سله ایتالیا اشاره کرد.